# Зуенко, Николай Николаевич
Николай Николаевич Зуенко (укр. Микола Миколайович Зуєнко; род. 11 октября 1972, Ворошиловград) — советский и украинский футболист, защитник. Наиболее известен по выступлениям в составе «Прикарпатья» (Ивано-Франковск). Мастер спорта Украины (1993).

## Биография
Воспитанник СДЮШОР «Заря» (Луганск). Не последнюю роль в воспитании и становлении Зуенко сыграл известный в прошлом футболист и тренер «Зари» Юрий Ращупкин. Уже в 17-летнем возрасте молодой защитник дебютировал в составе главного клуба Луганщины, который выступал тогда в шестой зоне Второй лиги чемпионата СССР. В 1991 году в упорной борьбе футболисты «Зари» завоевали повышение в Первую лигу, важный вклад в этот успех сделал Николай Зуенко, который провёл в том сезоне 26 матчей. Однако луганчанам не суждено было сыграть в Первой лиге ни одного матча, зато они сразу оказались в высшей, но уже другого чемпионата — после получения Украиной независимости «Заря» автоматически попала в класс сильнейших. Чемпионат 1992 года стал определяющим для Николая Зуенко, который по итогам футбольного года был включён в список лучших футболистов страны.
Такая уверенная и яркая игра молодого защитника не могла не привлечь внимание тренеров именитых клубов. Так в следующем сезоне Николай оказался в киевском «Динамо». Пригласил Николая в киевскую команду Анатолий Пузач. Однако после того, как «Динамо» возглавил Михаил Фоменко, Зуенко лишь изредка появлялся на поле, играя преимущественно в Первой лиге за «Динамо-2».
Покинув киевскую команду, Николай Зуенко выступал за запорожский «Металлург» и винницкую «Ниву», пока в 1996 году не оказался в составе ивано-франковского «Прикарпатье», в котором игрок задержался надолго. В общем, большинству болельщиков Николай и запомнился именно выступлениями за «Прикарпатье», в котором он успел поиграть и в Высшей, и в Первой лиге. Однако дела клуба шли не лучшим образом, имелись значительные проблемы с финансированием и по завершении сезона 2002/03 Зуенко покинул команду.
В дальнейшем защитник выступал преимущественно в клубах Второй лиги чемпионата Украины, где поочерёдно завоёвывал бронзу и серебро, однако ни разу его клуб так и не смог повыситься в классе. В конце карьеры Зуенко отправился в Казахстан, где защищал цвета команды «Ордабасы».
По возвращении из-за границы и завершении профессиональной карьеры некоторое время выступал за «Лужаны» в первенстве ААФУ, а также представлял целый ряд коллективов, участвовавших в соревнованиях областного значения, среди которых «Карпаты» (Яремче), «Гуцульщина» и «Меховик».

### Автоголы
Николай Зуенко является одним из четырёх футболистов (вместе с Гораном Гавранчичем, Вячеславом Чечером и Кириллом Петровым), которые трижды забивали в собственные ворота в матчах чемпионата Украины. Примечательно то, что все автоголы Зуенко были забиты в составах разных команд.